# بروتن
بروتن (به آلمانی: Bröthen) یک شهر در آلمان است که در هرتسوگتوم لاونبورگ واقع شده‌است. بروتن ۲۷۴ نفر جمعیت دارد.